# جان لیچ (ریاضی‌دان)
جان لیچ (انگلیسی: John Leech؛ ۲۱ ژوئیهٔ ۱۹۲۶ – ۲۸ سپتامبر ۱۹۹۲) ریاضی‌دان بریتانیایی بود که در نظریه اعداد، هندسه و نظریه گروه ترکیبی کار می‌کرد. وی بیشتر برای کشف توری لیچ در سال ۱۹۶۵ شناخته شده‌است. وی همچنین تا(۳) را در ۱۹۵۷ کشف کرد. او با جنیفر هیزلگروو، دانشمند رادیوی بریتانیایی، ازدواج کرده بود. او به کالج کینگ، کمبریج رفت و در سال ۱۹۵۰ با مدرک کارشناسی از آنجا فارغ‌التحصیل شد.